# Cilmeri
Cilmeri (en gallois) ou Cilmery (en anglais) est un village et une communauté du Powys, au pays de Galles.

## Géographie
Cilmeri est situé dans le sud du Powys, dans le comté historique du Brecknockshire, à 4 km à l'ouest de la ville de Builth Wells.
La communauté de Churchstoke comprend aussi le village de Llanganten (en).

## Histoire
Pendant la conquête du pays de Galles par Édouard Ier, le dernier prince de Galles autochtone, Llywelyn ap Gruffudd, est tué en affrontant les Anglais près de Cilmeri le 11 décembre 1282.

## Démographie
Au recensement de 2011, la communauté de Cilmery comptait 431 habitants.